# Campionato AIFA 1981
Il Campionato AIFA 1981 fu il primo campionato di football americano organizzato dall'Associazione Italiana Football Americano, fondata in quello stesso anno. Pur non essendo stato il primo campionato disputato in Italia (il torneo LIF fu disputato a partire dal 1980), è stato il primo torneo ad assegnare il titolo con una partita unica in campo neutro, che sul modello della finale del campionato NFL, fu chiamata superbowl. Il primo, storico superbowl Italiano si disputò il 4 luglio 1981 a Santa Margherita Ligure.

## Storia
Il primo campionato di football americano tra squadre italiane fu organizzato dalla Lega Italiana Football nel 1980 a Castel Giorgio, in provincia di Terni. L'anno successivo tuttavia, 5 squadre del nord Italia decisero di dare il via a una lega alternativa localizzata nel centro-nord. La nuova lega prese il nome di Associazione Italiana Football Americano, e il primo presidente fu Giovanni Colombo, rappresentante dei Rhinos Milano. Le altre quattro squadre fondatrici furono Frogs Gallarate, Giaguari Torino, Rams Milano e Aquile Ferrara.

## Squadre partecipanti
| Club            | Città     | Stadio                     | Sponsor ufficiale |
| --------------- | --------- | -------------------------- | ----------------- |
| Aquile Ferrara  | Ferrara   | Motovelodromo              | Champion          |
| Frogs Gallarate | Gallarate |                            | Giove             |
| Giaguari Torino | Torino    | Motovelodromo Fausto Coppi | Ifim              |
| Rhinos Milano   | Milano    | Campo Giuriati             | Hotel Manin       |
| Rams Milano     | Milano    | Campo Giuriati             | Bozart            |

## Regular season
Il campionato fu disputato dal 18 aprile al 4 luglio 1981. La formula prevista era un semplice girone all'italiana con gare di andata e ritorno tra le cinque partecipanti. Successivamente si ebbe invece l'idea di organizzare una finale in campo neutro tra le due migliori squadre della stagione regolare, che prese il nome di I Superbowl Italiano

### Classifica
| Pos | Squadra         | G | V | P | N | PF  | PS  | DP   | %     | Risultato                |
| --- | --------------- | - | - | - | - | --- | --- | ---- | ----- | ------------------------ |
| 1   | Rhinos Milano   | 8 | 8 | 0 | 0 | 165 | 52  | +113 | 1,000 | Qualificate al Superball |
| 2   | Frogs Gallarate | 8 | 5 | 3 | 0 | 114 | 69  | +45  | ,625  | Qualificate al Superball |
| 3   | Rams Milano     | 8 | 4 | 4 | 0 | 100 | 92  | +8   | ,500  |                          |
| 4   | Giaguari Torino | 8 | 3 | 5 | 0 | 101 | 112 | −11  | ,375  |                          |
| 5   | Aquile Ferrara  | 8 | 0 | 8 | 0 | 26  | 181 | −155 | ,000  |                          |

## Superball
Il I Superbowl italiano (ufficialmente "Superball") si è disputato sabato 4 luglio 1981 allo Stadio Eugenio Broccardi di Santa Margherita Ligure, e si è concluso con la vittoria dei Rhinos Milano sui Frogs Gallarate per 24 a 8.
Il miglior giocatore dell'incontro è stato Antonio Nori, runningback dei Rhinos.

## Verdetti
- Rhinos Milano campioni AIFA 1981.